# Southeast Buffalo (Dakota del Sur)
Southeast Buffalo es un territorio no organizado (en inglés, unorganized territory, UT) del condado de Buffalo, Dakota del Sur, Estados Unidos. Según el censo de 2020, tiene una población de 45 habitantes.

## Geografía
Está ubicado en las coordenadas 43°58′16″N 99°1′20″O / 43.97111, -99.02222 (43.971143, -99.022255). Según la Oficina del Censo de los Estados Unidos, tiene una superficie total de 138.35 km², de la cual 138.13 km² corresponden a tierra firme y 0.22 km² son agua.

## Demografía
Según el censo de 2020, hay 45 personas residiendo en la zona. La densidad de población es de 0.33 hab./km². El 93.33% de los habitantes son blancos y el 6.67% son de una mezcla de razas. Del total de la población, el 6.67% son hispanos o latinos de cualquier raza.